# Pilispina fumipennis
Pilispina fumipennis är en tvåvingeart som beskrevs av Albuquerque 1954. Pilispina fumipennis ingår i släktet Pilispina och familjen husflugor. Inga underarter finns listade i Catalogue of Life.